# غجر الأردن
غجر الأردن أو النَّور في الأردن أو الَّنور المقيمون في الأردن، هو مصطلح يطلق على الأقليات من أصول غجرية والذين يقيمون في الأردن منذ سنوات طويلة ولهم انتشار واسع في المملكة. يعود تاريخ وجودهم في الأردن إلى ما قبل تأسيس الإمارة. يتمسكون بعاداتهم وتقاليدهم ولهم لغة خاصة بهم يتحدثون بها بينهم. يعملون في مهن تاريخية لهم تعلموها من عاداتهم وتقاليدهم
طالبَ بعضهم بوجود تمثيل برلماني لهم عن طريق الرئيس الروحي لهم، ويوجد في التاريخ الأردني عدد من الشخصيات لهم مثل عبده موسى.

احد المخيمات العشوائية في مدينة اربد

## تاريخهم
إن المتعارف عليه عند الحديث عن أصول الغجر في الأردن عدة روايات منها أنه أصولهم تعود إلى هجرات بشرية من الهند، حيث جائوا ليعملو في هذه البلاد لم يعودوا بعدها، وفي روايتهم أنهم من الأرض الشرقية العربية وأنهم عرب أقحاح ينتسبون إلى قوم بني مرة البكريين  "قوم جساس"، الذين تشتتوا بعد حرب البسوس مع قوم بني تغلب "قوم الزير سالم"، حيث "حلت لعنة جساس على قومه، والتي ما تزال عواقبها موجودة حتى اليوم، بالشتات وعدم الاستقرار في مكان، والرحيل في وضح النهار. إلا أن ربط النور بقبيلة بني مرة ونتائج حرب البسوس ما قبل الإسلام لم تعتمد تاريخيا وعلميا، رغم تمسكهم بهذه الرواية. (1) وبحسب ما يشاع من رواة التاريخ الاجتماعي والسكاني في الأردن، ان أصولهم تعود إلى هجرات بشرية من الهند، رحلات تركوا فيها فنونهم وحرفهم ضمن ذاكرة رحلة لجوء وهجرة وشتات. بحسب الدكتور حسين محادين في جامعة مؤتة الأردنية، فإن الغجر يصنفون اجتماعياً إلى مجموعتين رئيسيتين: «الأمانوش» و«الروم». يشكل «الأمانوش» قاعدة الهرم الاجتماعي عند الغجر، ويُقسّم «الروم» إلى ثلاث فئات: اللوارا، والتشوراترا، والكالديراش».

## التسمية
تسمية «النوَر» هي قديمة تعود لأصل الاسم هو أنه أطلق عليهم لشدة جمال بنات النور، وهو اسم مشتق من النُور، أي الضوء المنبعث من السماء.، وهناك تسميات أخرى لهم مثل (الزط) أو (الكاولية) أو (الروم) وكلها أسماء تشير إلى فئة اجتماعية ذات صفات خاصه منتشرة في أرجاء العالم كافة. ويسمونهم أبناء الطريق والرصيف والارض؛ ذلك انهم محطات الرحيل ونواة الاستقرار. لكنهم فجأة يغيب بهاء ألقهم، زخرف ابتساماتهم. ويسمونهم أبناء الريح وذلك نسبة لكثرة ترحالهم وتجولهم بين المدن والبلدان.

## الخصوصية الاجتماعية
يتميز مجتمع الغجر في الأردن كما في باقي البلاد بخصوصية تميزهم عن غيرهم، كالترحال وعدم الاستقرار في أي مكان، ولهم عالم آخر يميزهم عن باقي الشعوب، لغةً ونمط حياة واعمال لا يجيدها غيرهم، ويشتهرون حول العالم بالتجول بين المدن والرقص والغناء والسحر والاستعراض؛ حيث يجلبون الخراب إلى أي مكان يصلون اليه وهذا الخراب الذي يعطونه للجمهور هو جزء من ثقافتهم العشوائية. وهم يتقنون اللغة العربية إلى جانب لغتهم الأم «لغة العصفورة» أو لغة الضوم واري. ويشكل الغجر ثقافة فرعية مختلفة في جوانب، ومتقاطعة في أخرى مع الثقافة العامة للمجتمعات الموجودة فيها، كذلك في جوانب رئيسية وحاسمة، وكانوا ولا يزالون بمثابة سؤال ولغز مُثير يُحيّر الكثير من الناس البسطاء منهم والباحثين على السواء.

## توزيعهم الجغرافي
تشير بعض التقارير العالمية أن عدد الغجر في الأردن يبلغ حوالي 70 ألف شخص، وينتمون للعرق الأندو- الأريانييتوزع، والغجر في الأردن يسكنون في مناطق متفرقة بأعداد كبيرة وأحيانا عدة خيم في مكان ما قريبا من المدينة التي يختارونها. لكن يوجد لهم مخيمات كبيرة في مناطق متعددة. وهم يتنقلون بين المناطق بحسب الفصول، ويبلغ عدد القبائل التي تنحدر منها بني مرة في الأردن 63 قبيلة وهي متماسكة اجتماعيا، يتراوح تعدادهم بين 70- 80 ألفاً، ولديهم الأرقام الوطنية الأردنية (بحسب فتحي عبده موسى)  ويبلغ عدد القبائل التي تدّعي أنها تنحدر من بني مُرّة 63 قبيلة مُتماسكة اجتماعياً

### اماكن تواجدهم
- إربد بالقرب من سوق الجمعة في بين قريبا من منطقة حوارة، وفيه عدد كبير من الخيم
- لواء الرمثا قرب مدينة الأمير هاشم الرياضية
- مادبا، ولهم مخيم آخر في منطقة مادبا بالقرب من قضاء مليح.

## بداية وجودهم في الأردن
كان للغجر في الأردن في بداية القرن العشرين دورا في بدايات تأسيسي الأردن، حيث أن الملك عبد الله الأول اعتبرهم أثناء تأسيس المملكة رصيدا مهما، وجندهم في الجيش. ومع قدوم مئات الآلاف من الفلسطينيين بعد حروب عامي 1948 و1967،  لم تعد البلاد بحاجة لخدمات الغجر، وفقدوا موقعهم. وبدلا من النظر إليهم على أنهم قبائل أردنية، صار ينظر إليهم على أنهم مواطنون من الدرجة الثالثة".

## أعمالهم
يقومون الغجر بالعمل في الكثير من مجالات العمل التي يتقنونها أو يتوارثونها، وتختلف طبيعة عملهم حسب مكان اقامتهم. فالغجر المقيمون في منطقة الاغوار واربد ومادبا يعملون في الزراعة. اما الغجر القاطنون في العاصمة عمان يعملون كباعة متجولين على اشارات المرور أو في الشوارع الرئيسية بين المدن.
```
واشتهر الغجر بشكل كبير في الأردن بتركيب الاسنان واصلاحها حيث من الشائع في العقود الماضية ان ترى خلال تجوالك في مدينة عمان أحد الغجر يسير وبيده حقيبة تحتوي على معدات الاسنان البدائية، كما اشتهروا أيضا بتركيب الاسنان الذهبية؛ لكن انقرضت لم يعد هناك الكثير منهم وربما انهم لم يعودوا يمارسون هذه المهنة. البيع في الشوارع وأيضا تصليح الأسنان، وكما يتم أيضا العمل في المزارع، الأشغال المعدنية، والخشبية، والنجارة.
[
6
]
[
10
]
```

اما النساء الغجريات لهن دور كبير في الاسرة الغجرية اذ تعتبر المرأة الغجرية امراة مسؤولة وعاملة بامتياز؛ حيث يعملن في جمع الخردة ومن ثم بيعها لاعادة تدويرها، وهنا يفضل الكثير من الغجر الإقامة في خيمهم جانب التجمعات الصناعية؛ حيث تتواجد الخردة بشكل أكبر؛ ما يزيد فرصة الحصول على دخل أفضل من أي مكان اخر.

## الإهمال والتكيّف
أنّ بعض مجموعات الغجر التي نراها تعيش حياة صعبة في بيوت من الخيش أو الخيم البلاستيكية، على حواف المدن وعلى جنبات الطرق بلا ماء ولا كهرباء ولا مرافق صحية ولا مدارس ولا تأمين صحي ولا ضمان اجتماعي، ويمارسون تلك المهن. مع ذلك هناك شرائح من (الغجر) استطاعت الانفكاك من إرث العادات والتقاليد، وتكيّفت مع الأوضاع المعاصرة، وأصبحوا يمارسون أدوارهم المعيشية كاملة منخرطين في المجتمع تماما، وجزء منهم انتقل نحو حياة جديدة بالكامل، وبعضهم انخرط في الصحوة الإسلامية فمنهم الملتزم بدينه وخلقه على صعيد الشباب والفتيات، مع وجود بعض المعاناة في التفرقة في التعامل الاجتماعي، خاصة في مجال الزواج والنظرة الطبقية التقليدية المشوبة بالازدراء للأسف الشديد.
في مناهج المدارس الأردنية قبل عام 1994 وكان جلها معني بالثقافة الوطنية، لم تكن هناك أي إشارات إلى الغجر كجزء من التركيبة السكانية، كان التقسيم يضم المجتمع المدني والريفي ومجتمع البادية، وتم إدخال سكان المخيمات في فترة لاحقة كجزء من تركيبة المجتمع الأردني للمناهج الدراسية، وتم تعزيز ذلك بكتاب خاص عن القضية الفلسطينية وضعه وزير التربية الاسبق والذي صار بعدها رئيسا لوزراء الأردن ذوقان الهنداوي، وكان الحديث عن المجتمع المدني في الكتب المتعلقة بالتربية الوطنية يتم الإشارة إلى أقليات أردنية موجودة داخل المجتمع المدني كالأرمن والشركس دون أي إشارة ولو عرضية عن وجود للنور داخل المجتمع الأردني.

## النظرة اليهم
ان الفجوة العميقة بين «الدوم» والمجتمع تعود إلى الأفكار الخاطئة التي ترسخت في أذهان أفراد المجتمع عن «الدوم», وهذا الأمر يزيد من الإحباط، خاصة لدى الجيل الجديد، الذي يجد صعوبة في التعامل مع الآخرين، بسبب النظرة السلبية التي ينظر بها المجتمع إلى الغجر، بالرغم من أنهم مواطنون أردنيون منذ تأسيس الدولة الأردنية ومخلصون للوطن، وولاؤهم، ولكنهم للآن يشعرون بأنهم غرباء في وطنهم. حيث يجبرون على ترك المدارس في فترة مبكرة، ويمنعون من المراكز الصحية؛ نظرا للنظرة العامة عنهم، بأنهم غير نظيفين. ويربط المجتمع الأردني الغجر،  بالسحر وقراءة الحظ، وينظر إليهم على أنهم مجموعة من الكذابين، وهي النظرة ذاتها التي ينظر فيها الأوروبيون لإخوانهم هناك في «روما». وينظر إليهم أيضا على أنهم بلا دين، مع أن الغالبية العظمى منهم مسلمون ملتزمون بالشعائر الدينية، بحسب الدراسات الأكاديمية وقادة مجتمعهم.

## العلاقة مع المجتمع المحلي
- التعليم. يعد التعليم للغجر في الأردن شبه معدوم بسبب الإهمال الذي يتعرضون له، حيث لم يتم فتح أي مدارس في المخيمات من القطاعالحكومي، ومن الملاحظة والسؤال حول التعليم وطرق التعليم في المخيمات (مخيم النور في منطقة حورة في اربد، صرح أحد الاشخاص انه لم يتم عمل أي من المدارس أو التعليم للطلاب الا من المنظمات الدولية حيث قدمت اليونيسف عن طرلايق مشروع مكاني | مؤسسة نهر الأردن بتقديم خدمات دعم التعليم ومهارات ومحو أمية في المخيمات في اربد، وفي مادبا في المنطقة الصناعية.
- السكن. على الرغم من الاشاعات والكلام الذي نسمعه ممن يعيشون ويتعاملون معهم، يتحدث البعض ان الغجر لديهم اموال كثيرة وبنايات في مناطق مرموقة ومميزة. وبالرغم من ذلك فانهم يعيشون في الخيم في تجمعات مغلقة على بعضهم دون أي تدخل من الاخرين في حياتهم وشؤونهم. فبالرغم من اختلاطهم مع المجتمعات بسبب اعمالهم، لكن الاختلاط الاخرين في مجتمعهم قليل، حيث ان الخيم التي يسكنونها يتم بنائها بشكل خيم القبائل سابقا، وتكون غالبا لا توفر الحماية والامان والخصوصية، أيضا لا توفر الدفء لهم أو الحماية من البرد. وتكون غالبا من من الخيش المغطى بشوادر البلاستيك
- الانتخابات. تم تجنيس النور من قبل مرشحي مناطق معينة، والتي يسكنون بها، وقد استفاد المترشحين من اصواتهم، على الرغم من أن عادات الغجر بانه لا يمكن بيع الاصوات للناخبين. وقد ترشح الدكتور فتحي عبده موسى الزعيم الروحي للغجر لانتخابات ولكن لم ينجح في الدورة الانتخابات، وقد طالبوا بوجود كوتا لهم في المجلس، وقد تم رفض طلبهم على اساس أنهم ليسوا أقلية في الأردن. علما انه يتمتع الغجر بحقوق المواطنة الكاملة ويحملون الجنسية الأردنية، على عكس بعض الدول التي لا تسمح لهم بالانخراط في مجتمعاتهم.[6]
- اللباس، من الالبسة التي ترتديها الغجريات في الأردن، ما يسمى الخراطة الطويلة مع الملفع الاسود (شال يغطي الشعر مع اظظهار جدلات الشعر) والعصبة للرأس، مع ألوان فاقعة ومبهجة وجاذبة، وزاهية مع ارتداء شال عل الرأس يخفي الشعر.[6]
- حقوق المرأة: تعاني النساء الغجريات من قسوة العادات والتقاليد الغجرية حيث يُفرَض عليهن التقوقع في البيئة الغجرية وعدم الخروج منها فلا يسمح لهن بالزواج من رجال من خارج قبيلتهن كما لا يُسمح لهن بالعيش داخل بيوت غير الخيام. وتُجبر المرأة الغجرية على العمل كجامعة خردوات أو متسولة لتجني قوت يومها واطفالها. حيث يجلس معظم الرجال في الخيام بينما تجوب النساء الشوارع بحثاً عن مصادر رزق. كما تقوم النساء الغجريات الشابات بجر العربات والتجوّل في الشوارع بحثاً عن الخردوات وقطع الحديد طيلة النهار صيفاً وشتاءً ليقمن ببيعها وشراء حاجيات الحياة اليومية الأساسية.[14]

## الثقافة والعادات
من الصفات التي يتميز بها النور والعادات، انه من العار على المراة أن يعمل الرجل، لذلك للمرأة في المجتمع الغجري احترام كبير، لذلك تعمل النساء بينما الرجال لا يعملون. وتتميز نسائهم بالشعر الطويل المجدل للفتيات، والألوان المزركشة والفاقعة للباسهن. يسكنون الخيم في الأحياء وأطراف المدن، فيما تغيب هذه المظاهر الخارجية لملابس النور عمن استوطن منهم البيوت والمساكن الدائمة في الأحياء المختلفة.
لا يفضِّل الغجر تعليم أولادهم لغات أخرى الا عند الحاجة لاستخدامها في المكان الذي يعيشون فيه بينما يتخاطبون بلغته الخاصة في مناطق سكنهم، أيضا لا يفضلون أو أسلوب الحياة غير الغجري (أي العيش في منازل)، أو حتى الاتصال مع غير الغجريين الا للضرورة. فهم لا يسمحون إلا للغجريين برعاية الأطفال، ويذهب أطفالهم للمدارس حتى سن 10 أو 11 عامًا، وباقي التعليم يحصلون عليه من المنزل والمجتمع.
نقلا عن كتاب عشائر النور في بلاد الشام للاستاذ الدكتور على الجباوي والذي تم طباعته عام 2006،  فمن الصفات التي يتميز بها النور والعادات، انه من العار على المراة أن يعمل الرجل، لذلك للمرأة في المجتمع الغجري احترام كبير، لذلك تعمل النساء بينما الرجال لا يعملون. وتتميز نسائهم بالشعر الطويل المجدل للفتيات، والألوان المزركشة والفاقعة للباسهن. يسكنون الخيم في الأحياء وأطراف المدن، فيما تغيب هذه المظاهر الخارجية لملابس النور عمن استوطن منهم البيوت والمساكن الدائمة في الأحياء المختلفة.[1] لا يفضِّل الغجر تعليم أولادهم لغات أخرى الا عند الحاجة لاستخدامها في المكان الذي يعيشون فيه بينما يتخاطبون بلغته الخاصة في مناطق سكنهم، أيضا لا يفضلون أو أسلوب الحياة غير الغجري (أي العيش في منازل)، أو حتى الاتصال مع غير الغجريين الا للضرورة. فهم لا يسمحون إلا للغجريين برعاية الأطفال، ويذهب أطفالهم للمدارس حتى سن 10 أو 11 عامًا، وباقي التعليم يحصلون عليه من المنزل والمجتمع. [5]
يؤمن الغجر بالأسرة الممتدة كوحدة اقتصادية، ويقوم الآباء بترتيب زواجات أبنائهم، والذين يتم تزويجهم غالبًا في منتصف أو أواخر سن المراهقة. ويعيش الزوجان في منزل والد الزوج حتى إنجاب طفلهم الأول أو الثاني. وفي أي المناسبات كالزفاف أو العزاء يتجمعون في مجموعات تصل للمئات أو الآلاف.
- يعيش الغجر حياة منغلقة على انفسهم، ولا يتزوجون الا من بعضهم البعض، ويسود لديهم زواج الاقارب من الدرجة الأولى كما يسود لديهم زواج البدل أو زواج الداقيش كما يسمونه، وايضا ينتشر لديهم زواج الخطيفة
- يدينون بالدين الإسلامي ولكن لا يلتزمون باي من عاداته الا القليل، فلا يأكولن لحم الخنزير، لكن يشربون الكحول، خاصة الحجيات تمشياً مع عملهن
- يتم تكفين الرجل والمرأة بعدد مرات الزواج
- هم شعب يحب الاولاد وويتباهون بكثرة الانجاب
- يتميزون بالإخلاص بعملهم، وحديثهم مع بعضهم يكون بصوت عالي حيث يظن السامع اه شجار لا حديث
- يؤمنون بالجن والشياطين وقدرة الالرواح الشريرة على الاذية للاخرين، يؤمنون بالعين لذلك يتزينون بالخرزة الزرقاء، خاصة الأطفال
- يخافون من الميت، ويظنون انه يطاردهم لذلك يحرقون ملابسه وبرحلون بعد دفنه مباشرة
- يربون الكلاب ويعتنون بها بشكل من اجل الصيد والحماية وايضا اللعب معها، ولكنهم لا يربون القطة لانه بنظرهم حيوان نجسلكونه يلعق جسمه، والافعى أيضا يعتقدون انها نجسة لانها تزحف على الأرض
- نظرتهم للمرأة انها نجسة، وهذه النظرة مرتبطة بمدة الحيض أو النفاس. ولديهم ما يسمى في عاداتهم «عزل المرأة»، حيث تُعتبر المرأة الحامل عند الغجر غير طاهرة، وبالتالي تُعزل في خيمة منفصلة بعيدة، وعند موعد الولادة تذهب الأم بعيداً بمفردها إلى شجرة حيث تضع مولودها هناك، أو تضع مولودها في خيمة أخرى، وتستمر فترة العزل للمرأة بعد الولادة لمدة تتراوح بين أسبوعين وشهرين، ويُمنع الزوج من زيارتها أورؤية طفله، بعدها تمارس حياتها العادية اليومية بصورة طبيعية، لكن تغيّر هذا الامر مع سنوات التكيف المجتمعي في الأردن، ووعي الغجر أيضا، حيث أصبح في استطاعتها أن تذهب إلى المستشفى للولادة، ويستطيع الزوج أن يزور زوجته وطفله.[4]
- يؤمنون بالبخت والطالع والتنبؤ ويستسلمون له
- لا يظهر لديهم ظاهرة «العنوسة» لانهم شعب مزواج، ولانه يسود لديهم تعدد الزوجات
- عند ولادة أي طفل، يتم تكفيله بقطعة من القماش، ويربط بحزام من قماش، وهذا برأيهم يجعله قويا، صبورا، مكا يتم دهن الطفل بالماء والزيت والملح اسبوعيا، وحيث برايهم يجعله أكثر تحملا للمتاعب الجسمية
- النساء المتقدمات بالعمر يشاركن ملجس وجهاء العشيرة ة ة في حل مشاكلهم ونقاشاتهم، كما انهن يتقن الرقي والتعاويذ.
- الغجر يفرحون لولادة البنت لانها عمود البيت لاهلها قبل زواجها، وعمود بيت زوجها واولادها لانها هي من تعمل خاصة بالتسول
- يتمتعون باجسام رشيقة وغير بدناء ولا ينتشر بينهم مرض السكري والضغط وامراض القلب لاسباب عدة منها، انهم غير نهمين للطعام، وكثيري الحركة، ولا يفكرون بالمستقبل، والجهد العضلي لديهم أكثر من الجهد الفكري، واخيرا لان الغناء والرقص والهزج هو عادة لديهم تبعد عنهم اليأس والبؤس، وتعطيهم البهجة والسرور والضحك
- يفتخرون بذاتهم واصلهم ولا ينكرونه، وانهم انقى الشعوب ويحافظون بالتناسل على تراثهم الروحي والاجتماعي
- الكلمة المرغوبة لديهم للمخاطبة بشكل عام هي الدووم (dom)، ولكن هناك البعض منهم من يحب ان يتم تسميتهم بالغجر ويكره كلمة النور، والبعض الآخر على العكس تماما
- يسمي الغجر بقية البشر الذي لا ينتسبون لهم بكلمة «غاجي gadji» أو القاعدون وتعني تحديدا الفلاحين والمزارعين ومن يسكنون البيوت الثابتة.
- لا يتعاملون بالسياسة ولا يهتمون بها، بسبب الترحال الدائم وبسبب مهنهم التي تغنيهم عن الحاجة للرواتب وغيرها، مع ان عدد منهم يعمل في أعمال يتقاضى من خلالها راتبا شهريا
- يتكيفون مع البيئات التي يعيشون فيها مهما كانت كي لا ينفر اصحاب المنطقة منهم.

## الاسرة
يؤمن الغجر بالأسرة الممتدة كوحدة اقتصادية، ويقوم الآباء بترتيب زواج أبنائهم، والذين يتم تزويجهم غالبًا في منتصف أو أواخر سن المراهقة. ويعيش الزوجان في منزل والد الزوج حتى إنجاب طفلهم الأول أو الثاني. وفي أي المناسبات كالزفاف أو العزاء يتجمعون في مجموعات تصل للمئات أو الآلاف.

## الاندماج في المجتمع
يطرح الدكتور رحيل الغرايبة افكار متعددة لدمج الغجر في المجتمع بحيث يتم وضع خطة زمنية مرحلية لتأهيل هذه التجمعات البشرية عبر مدن سكنية مستقرة، وان تنشأ لهم هيئة حكومية معينة تعنى بإعداد الدراسات الوافية حول أعدادهم، ووجودهم، وأماكنهم، ومهنهم، ودراسات أخرى حول عاداتهم وتقاليدهم وعشائرهم وزعمائهم. وإعداد الدراسات والخطط لاستيعابهم وتحضيرهم وتوظيفهم، وإمكانية انخراط أبنائهم وبناتهم في مدراس تربوية ومهنية، بحيث يصبحوا في المستقبل مجتمعات مهنية مفيدة، تقدم لمجتمعها فنونا من الأعمال اليدوية والحرفية، فهم مشهورون بأعمال الحدادة والصياغة وتصليح الخردوات، وانجاز التحف وغير ذلك كثير. وغجر الأردن هم جزء حيوي من المجتمع الأردني، ومنهم الأطباء والمهندسون والمعلمون والمحامون واساتذة جامعات وغيرها من المهن، ويقومون بواجباتهم الوطنية المطلوبة منهم وفقاً للدستور الأردني.
وغجر الأردن حاضرون بقوة في الادب والتراث الأردني، لعل اهمها ان شاعر الأردن الأول مصطفى وهبي التل قد فرد لهم العديد من القصائد حيث، عاشرهم وصادقهم في شمال الأردن بمنطقة وادي اليابس الذي حمل اسم ديوانه اليتيم – عشيات وادي اليابس، ثم تم تغير اسم الوادي إلى الريان. وكذلك يحضر اسم المطرب الأردني المعروف في منطقة حوران كلها عبده موسى صاحب الربابة الفريدة الذي شارك بادائه المميز الفنان السوري دريد لحام في بعض أعماله المعروفة عربيا، فعبده موسى الممتد لاصول غجرية كما هو معلوم، وأبناء عبده موسى درسوا في كلية الطب في الجامعة الأردنية وهو شاهد على اندماج غجر الأردن في التعليم والمجتمع خلاف الشائع في بقية دول العالم

### الانتخابات النيابية
تم تجنيس النور من قبل مرشحي مناطق معينة، والتي يسكنون بها، وقد استفاد المترشحين من اصواتهم، وقام فتحي عبده موسى عام 2003 بالترشح للانتخابات النيابية، فواجهته معضلة كبيرة، تتمثل في أن اعداد «الغجر» في الدائرة الثانية التي ترشح بها لا تسمح بحصوله على اصوات كافية للفوز في الانتخابات، ولم تتح له الفرصة مثل غيره لنقل اصوات مؤازريه من أبناء عشائر «الغجر» المنتشرين في المملكة إلى دائرته الانتخابية، فاخفق في الانتخابات، ولم يجرب حظه في انتخابات 2007،  و2010 ولم يحالفه النجاح. ويقول في ذلك: «تم دفعنا خارج المجتمع، وجردنا من أي مكانة». وأضاف: «نحن من الذين ساهموا في تأسيس الأردن، والآن ينظر إلينا على أننا مواطنون من الدرجة الثالثة».
إن الدومي أو الغجر، وبعد عقود من العيش في المملكة الأردنية الهاشمية في مجتمع مغلق يخرجون ويطالبون بحقوقهم، باعتبارهم أكبر أقلية في البلاد. ويطالبون تمثيلا بالبرلمان واعترافا رسميا بقبائلهم، ويدعون إلى إنهاء أشكال التمييز كلها، التي أجبرت الكثيرين على قطع صلاتهم بعائلاتهم وتراثهم.
نقلت صحيفة «كريستيان ساينس مونيتور» في تقرير أعده الكاتب تايلور لاك 

## العشائر

### عشائر الغجر فيالأردن
اما العشائر المقيمة في الأردن وجنوب سوريا بصورة عامة فهي كثيرة منها: الحلاوات والسعادنة والصوالحة والعودات والمسامرة والمصاطفة والزليخات والتسابغة والحدادين والكلزي والدقادقة والتمازرة والكحاوشة والكاولية والعذرات والجيارنة والبشايرة والعلاعلة والدبابنة والمصافرة.
- الحلاوات أو الحلاولية: يتوادون في منطقة الرمثا وفي الاغوار بحسب الطقس، وفي منطقة سحاب  أيضا، غالبيتهم يعيشون في الخيام والخرابيش تنقل بحسب المواسم والطقس والاعمال التي يزاولونها. كما يصنع الرجال فيها الغرابيل ة المقاطف للزراعة  يحمل افرادها الجنسية الأردنية.  اما التعليم للاطفال فهو قليل بسبب التنقل المستمر
- الصوالحة (الحجيات) يعشيشون في بيوت ثابتة مع الخدمات المقدمة لهمن في مناطق عمان والهاشمي الشمالي وجبل الزهور ومنطقة بسمان وحي أبو جسار ولها عدة الإخاذ منها: الشبلي والنعمام والرصاص والفحل وعلّة. زهم من وجهاء العشائر يمارسون مهن الرقص والغناء واحياء الحفلات، كانوا بالسابق يضعون الخيام قرب مضارب البدو للحصول على العطايا، ومن اعمالالرجال التهريج عن العرب بالمهرج  واللعب على الحبل والعاب الخفة،
- العودات: وينتمون إلى الحجيات، حيث تمتهن النساء الغناء في الحفلات والاعراس، ويعيش اكثرهم في بيوت ثابتة مقد لها خدمات الماء والكهرباء، وقله منهم ما زالو في الخيام، ويعملب الرجال في السمكرة  عمال التنظيف في عمانن ويقطنون في الوحدات والهاشمي الشمالي والنزهة وحي الدبايبة.
- المسامرة أو أبو المسامير، يتواجدون في البقعة، اغلبهم مستقورن في بيوت ثابتة، مارسوا سباق صناعة ادوات الزراعة والحصاد
- المصاطفة: أو عشيرة المصطفى  يقطنون حي الوحدات ويعوشن في بيوت ثابته،   وفي الخيام بنسبة متساوية تقريبا
- الزليخات: منطقة الوحدات في عمان ويمتهنون صناعة الخواتم والاساور ويعيشون في بيوت ثابتة.
- التسايغة: وهم من الصناع: يعوشون في منطقة الصريح في اربد، في الخيامن ويحملون الجنسية الأردنية
- الحدادين: يقطنون في موقع يسمى جسر النور في الزرقاء، ويعملونفي صناعة المطارق والفؤوس وادوات الخيل والسكاكين، ثم صناعة الاسنان
- الكلزي: يقطنون خريبة السوق في عمان، يعملون في تركيب الاسنان وشيخ عشيرتهم هو محمد الكلزي. (يعيش في سوريا واول من امتهن تركيب الاسنان وصناعتها عام 1986)
- الدقادقة: يقطنون في منطقة الاغوار وف مناطق عمان، ويعملون ف السنكرة وتصليح المدافئ وغيرها، بينما النساء تمتهن التسول.
- التمازرة: يقطنون الزرقاءن ويمتهنون العزف على الادوات الموسيقية والحجيات أيضا.
- الكحاوشة: في منطقة عوجان والزرقاء ويمارسون الغناء الطرب واحياء الحفلات
- الكاولية: في منطقة المفرق يعملون في تبيض الادوات النحاسية وصناعة ادوات الطبخ عن طريق الصهر للمعادن، والصب بالقوالب.العذرات
- الجيارنة: وادي الحجر في الزرقاء، يعيشون في بيوت ثابته يومتهنون مهن الحراسة والاذنة في المدارس
- البشايرة: أيضا ينتمون لفئة الحجيات، ورجالهم كعمال وطن في عمان ومناطقها
- العلاعلة: يقطنون جرش وعمان أيضا، يمتهنون الصيد. النساء في التسول بيع ادوات للسيدات
- الدبابنة: الدبانة الصناع، في المفرق
- المصافرة: نسبة إلى الصفرة أو تحويل المعادن الرخيصة إلى اللون الاصفر لتكون زينة للبنات.
- المورصلي: أو الدباعنة، يقطنون السلط وعجلون في بيوت ثابته، وكانوا سابقا يمتهنون صناعة السكاكين والخناجر دلال القهوة
- الخزاعية: في منطقة  مأدبا في بيوت ثابته وكانوا يصنعون الشباري والخناجر. سيدهم فارس الخزاعي.
- السماسرة: يقطنون قرب جسر النور في الزرقا، وفي الوحدات وحي الدبانية والقويسمة،  ويعمولون كعمال وطم في عمان.
- السعادنة: مربوا السعادين يقطنون منطقة مادبا، كانت مهنتهم بالاصل تربية السعادين والتجول بها، ثم اندثرت هذه المهنة، وعملوا في الفالحة والزراعة.

### عائلات الغجر في الأردن التي قدمت من فلسطين
ينتشر في الأردن الكثير من العائلات وبحسب كتاب عشائر النور في بلاد الشام للاستاذ الدكتور على الجباوي (جامعة دمشق)، الصادر عام 2006، فان الغجر كانوا ينصبون الخيام في اطراف المدن مع الرحيل المستمر، مع المشاركة في الاعياد والافراح التي غيرت من روتين حياة القرى في الأردن، وهناك عشائر جائت من فلسطين منها:
- عشيرة الشعارنة: ويسمون بني الدوارة وهم كثيروا العدد، ويعد بيت الاسعد شيوخ تلك العشيرة، وهم مسجلون رسيما في فلسطين ويتكلم افرادها لغه تسمى العصفورة القريبة من اللغة الاوردية. انا افي الأردن بعد رحيلهم اليها فهم موجودون في عمان ويعيشون في بيوت ثابتة ومقد لهم الخدمات الاساسية كمواطنين عاديين. لكن المستوى التعليمي لهم لا يتعدى المراحل الاعدادية، فهم يتقنون القرائة والكتابة فقط، ولا يهتمون لبقية الدرجات العلمية. الرجال في عشيرة الشعارنة يعملون في البلديات كعمال وسائقين والنساء في التسول
- عشيرة  السناكرة، وجائوا إلى الأردن وسوريا  من صفد وعكار، يعيشون في مناطق عمان والضواحي ويعملون في الحدادة وتصليح اجهزة الإنارة القديمة واصلاح المدافئ، والاعمال الحرة، والنساء يعملن في مهنة التسول والتبصيرة وطريق الودع والسرقة احيانا
- عشيرة البرامكة: وقد جاؤوا إلى الأردن عام 1948 ويعمولن في تربية الخيول من اجل التناسل في الربيع، والخيول وبيعها وبيع الغنم. وبيع المحروقات في عربات أو أي وسيلة نقل متوفرة هم يتواجدون في محافظة اربد في مناطق ايدون وحوارة ومخيم اربد.  وكبيرهم سعود البرمكي
- الجنيدا: يتواجدون في ممناطق عمان والقويسمة ويعملون بالذهب سابقا ى قبل القدوم إلى الأردن، والان في صناعة الخواتم والحلي والساور من الفضة والنحاس. وايضا صناعة  الاسلحة الخفيفة ومثل الشبارية والسكاكين، ويتبعون لوكالة الغوث الاونروا
- عشيرة أبو مايه (المايهات): في اربد في منطقة حوارة، وكانوا يعملون في الحدادة وصنع ادوات الحراثة والحصاد، بعضهم يعيش في البيوت الثابتة والاكثرية في الخيام والخرابيش.
- عشيرة الجازي: ويطلق عليهم أيضا المطالقة، وهم مستقرون في منطقة اربد (حوارة) مسجلون ضمن الاونروا، كانوا يعملون بالحدادة وصناعة دلال القهوة والسكاكين وادوات الحراثة الحصاد كالمناجل والمرجوب. لكن مع الزمن والتطر الزراعي ودخول الالات وانقراض مهنتهم، تحولوا إلى صناعة الخواتم والحلي والزينة والساور، وايضا صناعة الاسنا من الذهب والفضة (الثنية) والخناجر والسيوف المصنوعة يدويا كتراث شرقي.
- عشيرة السباعية: يقيمون في مخيم الحصن في اربد، يعملون في ادوات الزراعة وتصنيعها ومسجلون ضمن الاونورا

## جمعية بني مرة
بدأ الغجر في الأردن في مايو 2015 لتأسيس «جمعية بني مرة»، التي تهدف لمواجهة المفاهيم الخاطئة عن الغجر. ومن خلال شعار «أنا بني مرة، أنا أردني» حيث يقوم قادة الغجر بالتواصل مع الإعلام، ويستخدمون وسائل التواصل الاجتماعي لتغيير نظرة الأردنيين عنهم. وبحسب جمعية بني مرة فإن 80% منهم يعيشون في شقق سكنية مثل بقية الأردنيين،  وإن هناك العشرات منهم يعملون أئمة. وتضم الجمعية من اعضائها ممن وصلوا إلى مراتب عليا في الجيش، ومحامون وأطباء وأساتذة جامعات، وكلهم يخفون هوياتهم. وتهدف الجمعية لديها هدف لتشجيع الغجر على الخروج من عزلتهم، وأن يكون لهم نائب في البرلمان. ويحاولون الحديث مع الحكومة كي تحدد مقعدا للغجر، على غرار الشركس والشيشان، الذين يقدر عددهم بحوالي 80 ألف نسمة، لديهم مقاعد في البرلمان الأردني.

## شخصيات منهم
- سعيد باشا موسى كان شيخ الغجر قبل ان يتوفاه الله عام 1970
- عبده موسى الشاعر والمطرب الأردني المعروف
- فتحي بن عبده موسى، متقاعد من وزارة التربية، يعتبره بنو مُرَّه الذين يزيد عددهم (وفقا له) على 50 الفاً في الأردن شيخهم وزعيمهم
- عبد الرحمن يافع - لاعب كراتيه (2)

## الشاعر عرار والغجر
كان للشاعر الأردني عرار مصطفى وهبي التل الباع الطويل في لقائاته مع الغجر والذي افرد لهم ديوانه عشيات وادي اليابس. وقد عرف عنه أنه كان يلجأ إلى مجتمع الغجر ويرى فيه “مدينته الفاضلة”، لكنّ خروجه لم يكن متواصلاً ونهائياً، بل حاول من خلال ذلك التخلص من واقعه المرّ،  فكثيراً ما كان يعمل وهو في مجتمع الغجر على إصلاح مجتمعه هو، وكان يعود إليه ليواجهه ويتحداه، وعندما يخفق، يعود ويلجأ إلى الطريقة نفسها.
عندما علم عرار ان مدعي عام اربد احمد الظاهر، طرد الهبر زعيم الغجر، كتب غاضبا ومعاتبا قصيدة يا مدعي عام اللواء قال فيها:

## كتب وقراءات
تم إصدار عشرات الكتب خُصصت للحديث عن الغجر، واستُخدمت جميع الوسائل لخرق أسرار أصلهم وفك لغز رحيلهم الدائم وتسلسل اختلاط قبائلهم. ومن تلك الكتب والدراسات:
- عشائر النور في بلاد الشام : القرباط، القرج، الطبالة، الرياس، الحجيات، البهلوان، الشعار، الصياغ، المبيضون، وتجار الحمير والخيول: دراسة انتروبولوجية ميدانية / علي الجباوي.[7]، وقد أمضى أستاذ الانثربولوجيا بجامعة دمشق الدكتور علي الجباوي عشرة سنوان في جمع مواد هذا هذه الكتاب الذي يضم عشائر النور في بلاد الشام وطرق كسبها الاقتصادي وعاداتها وأنسابها ولغاتها ولهجاتها، وأنماط عيشها. ويطمح بكتابه هذا إلى تأسيس لبنة أولى في «علم النوريات». للمؤلف عدة كتب في الاناسة وعلم الانثربولوجيا العام مثل: كتاب المرأة في أسفار التوراة وكتاب الفكر الانثربولوجي في التراث العربي الإسلامي وكتاب الانثربولوجيا الطبيعية.[7]
- الحرية عند الكسندر بوشكين مع الغجر وفي ليالي مصريه/ تقديم وترجمة نهاد حسن امام.د. ن، القاهرة: ؟1980s
- الغجر والقرج في العراق : دراسة مقارنة في الجغرافية الاجتماعية التطبيقية / طه حمادي الحديثي. جامعة الموصل، الموصل، العراق: 1979 [19]
- سيرة الغجر" (دار التكوين، 2006) كتاب للباحثة الأمريكية-الأوروغوانية إيزابيل فونسيكا.
- «الغجر.. ذاكرة الأسفار وسيرة العذاب» (المركز الثقافي العربي، 2008)[20]
- «تاريخ الغجر» (كتاب العربية، 2010) من تأليف ايلينا ماروشيكوفا وفاسلين بوبوف، ترجمة محمد المغربي.[21]
- «أوديسة الغجر» (دار الحصاد، 1993) للروائي والكاتب السوري خليل صويلح
- الغجر والصّبية (قصص) - جواهر الرّفايعة - 1993[22]
- ديوان الغجر: حكايات وأشعار عن مجتمع الغجر - هاشم غرايبة - مكتبة الثقافة الأردنية - الدورة الرابعة عشرة 2020[23]

### دراسات
ابرز الدراسات حول تاريخ واصول وجود الغجر في البلاد العربية ومنها الأردن، هي دراسة لـلدكتور «رايكو جوريتش» وهو باحث يوغوسلافي، اهتم بالبحث في أصول الغجر، أما الثانية فكانت ل ـ«كيفن هولمز» أحد أبرز الباحثين الأوروبيين الذين كتبوا عن ظاهرة الغجر وأفرد لها مساحة واسعة في تناوله التاريخي لبداية ظهورهم في مصر، كما رصدت دراسته بشكل دقيق أحوال الغجر وأصولهم، حيث توصل إلى حقيقة أخرى تقول إن الغجر لم يسهموا في نهضة الدول العربية التي دخلوها بل كانوا سببا في إثارة الاضطرابات في عدد من العواصم العربية التي عاشوا فيها.

## الغجر في الاعلام الأردني
يسلط الاعلام في الأردن الضوء على قضايا الغجر ومعاناتهم وعاداتهم وتقاليدهم. قام التلفزيون الأردني بعرض فيلم وثائقي يرصد حياة النوّر في الأردن عام 2014 بعنوان النور في عمان قصة رحيل وارتحال دائم. قامت قناة الحقيقة الدولية بعرض فيديو عنهم بعنوان النّور والتركمان في الأردن هذه هي حكايتهم عام 2017. تم عرض فيلم قصير بعنوان ما لا تعرفه عن الغجر في الأردن؟!. عرضت قناة الحرة العراقية عام 2015 ريبورتاج بعنوان غجر الأردن Gypsies in Jordan. تم عرض ريبورتاج عبر قناة الغد اكسترا (برنامج نوافذ) بعنوان التركمان عشيرة أردنية على هامش الحياة. عرضت قناة بي بي سي ريبورتاج حول غجر الأردن عام 2019، بعنوان الغجر ورحلة البحث عن الجذور والهوية.

## روابط خارجية
- قناة الحقيقة الدورية تقرير عن الغجر في الأردن - فيديو
- تقرير لقناة الحرة حول غجر الأردن
- مقال - غجر الأردن..يقطنون البرد ويصرخون بصمت

## الهوامش
- 1 الغجر في الشرق الأوسط. يُطلَق عليهم الدومر، ويصل عددهم 2,563,000 نسمة. وينقسمون إلى مجموعات مختلفة تعيش في مناطق موزعة بين الدول العربية وآسيا الوسطى، أي بين إيران، ومصر، والأردن، وفلسطين، وسوريا، والعراق وباكستان وأوزباكستان. ومن هذه المجموعات: الحلب، النَّوَر، الغربتي، اللولي، الزط، المهتار، الكراتشي، اليورك، تشوري والي، البراكي، المزنوق.[10]
- 2 عبد الرحمن يافع (1996) متفوق في التحصيل العلمي، فمعدله 96%, ومتفوق أيضا في رياضة» الكراتيه «وحصل على ميدالية ذهبية في بطولة نظمتها تركيا عام 2009, ورفع العلم الأردني على الرغم انه شارك في البطولة على نفقه والده الشخصية